# Nieuwe Wetten

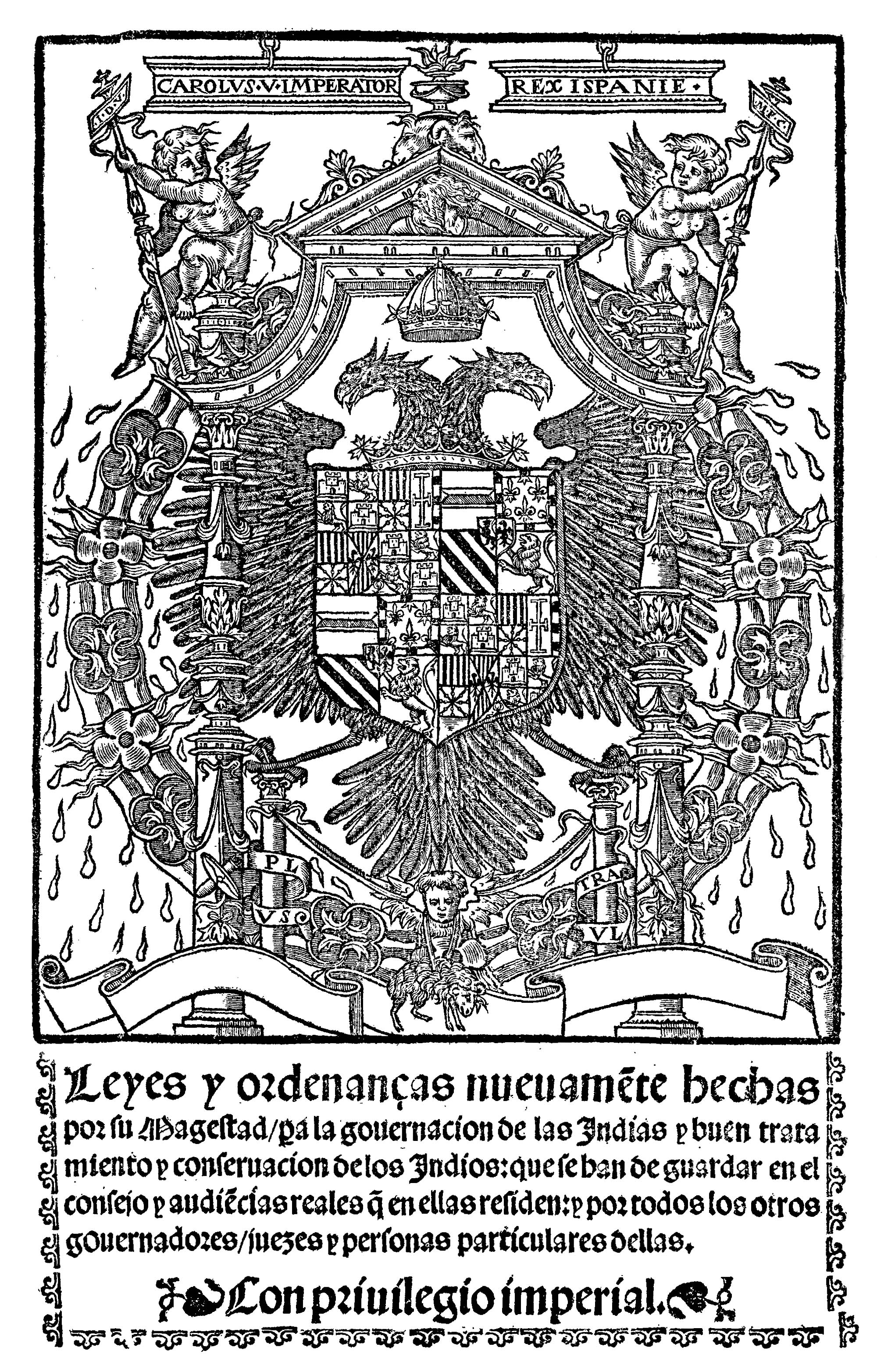
Titelpagina van de Leyes Nuevas

De Nieuwe Wetten (Spaans: Leyes Nuevas, voluit Leyes y ordenanzas nuevamente hechas por su Majestad para la gobernación de las Indias y buen tratamiento y conservación de los Indios) waren in 1542 ingestelde Spaanse wetten die voorschreven dat indianen volwaardige onderdanen van de Spaanse koning waren en als zodanig behandeld moesten worden. Zij konden met klachten naar de rechtbank. 
De Nieuwe Wetten volgden na kritiek van Bartolomé de las Casas (een Spaanse dominicaanse priester die werd uitgezonden naar de Nieuwe Wereld) en anderen op het encomienda-systeem en de slechte behandeling van indianen die daarmee gepaard ging. 